# Fringilla
Fringilla là một chi chim trong họ Fringillidae.
Chi này gồm các loài sẽ phổ biến được tìm thấy chủ yếu trong môi trường sống rừng, ở châu Âu, Bắc Phi và Tây Á; sẻ xanh là một loài đặc hữu của đảo; và các giống chó ở vùng phía bắc taiga và vùng lãnh nguyên phía nam của lục địa Á-Âu.
Ba loài có cùng kích thước, dài 15 cm và có hình dạng tương tự nhau. Chủng ăn cả côn trùng và hạt. Trong khi sinh sản, chúng nuôi con non bằng côn trùng chứ không phải hạt, không giống như các loài chim sẻ khác. 

## Hình ảnh

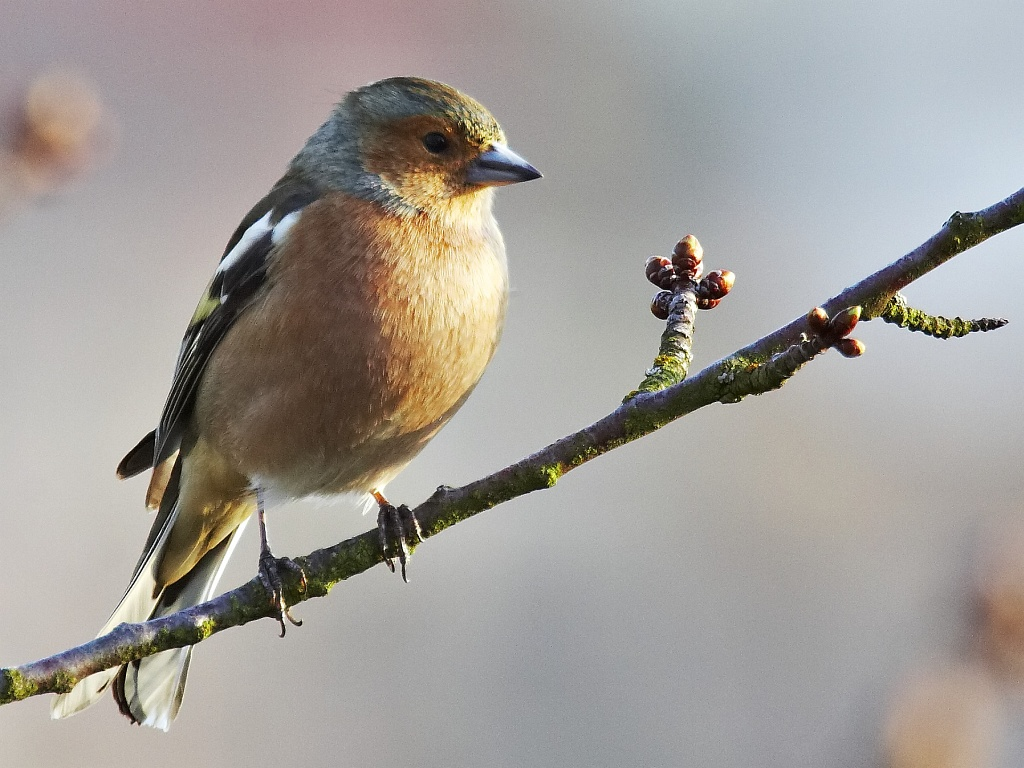
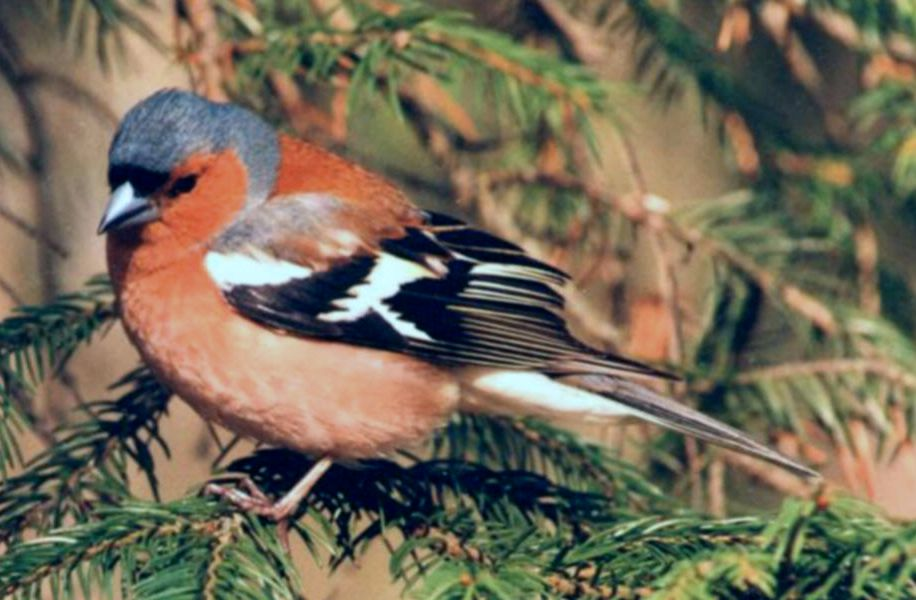
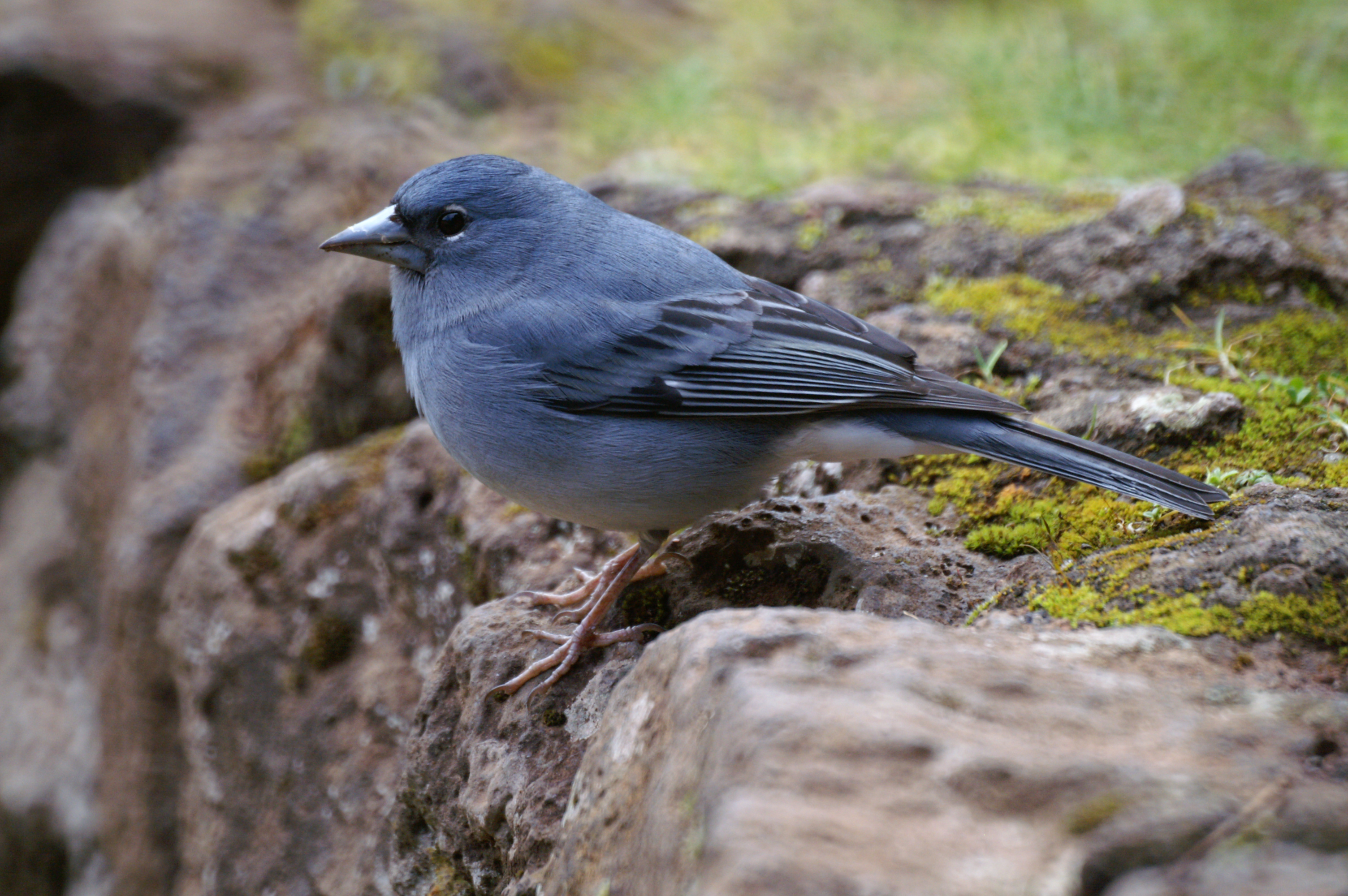
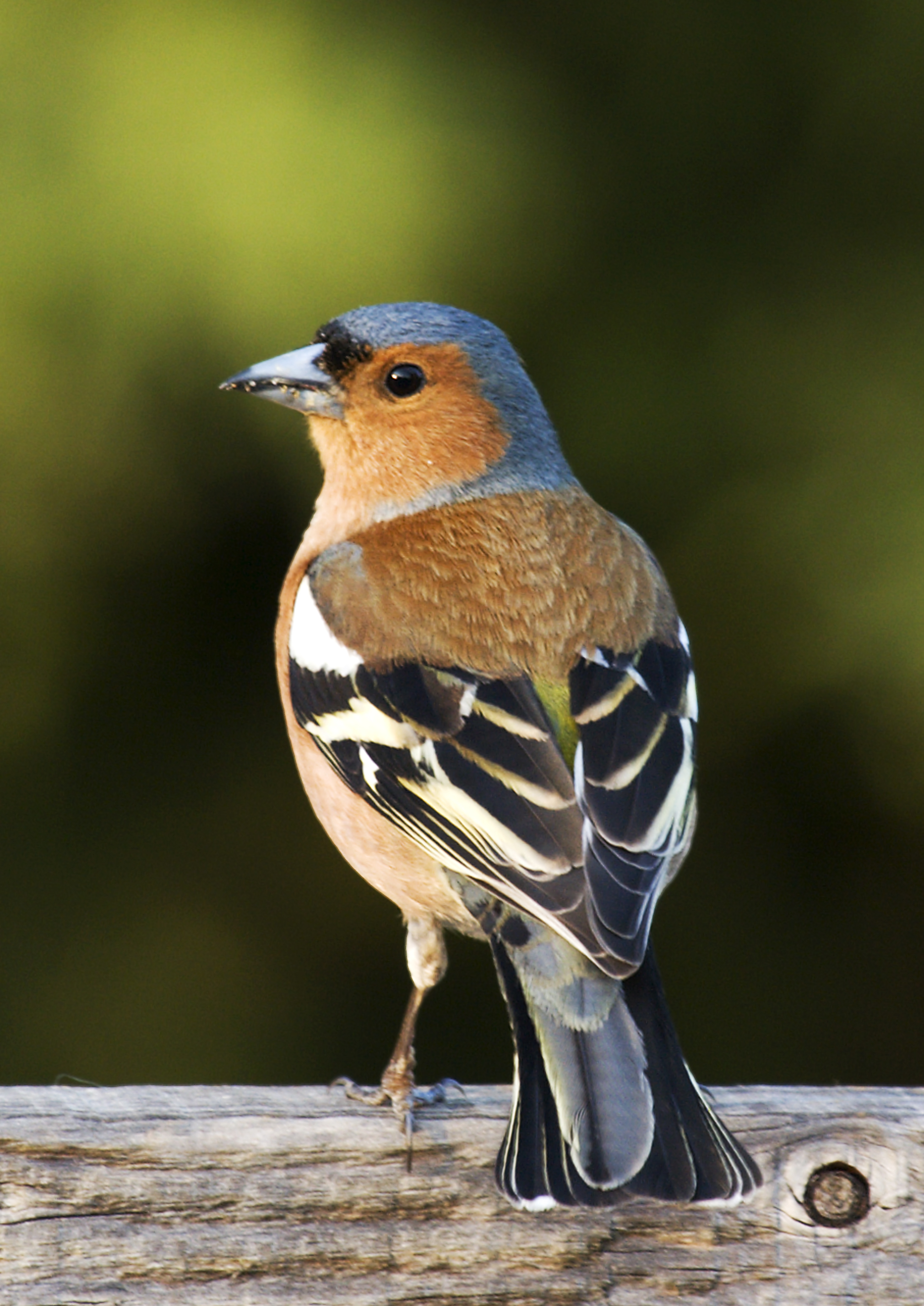
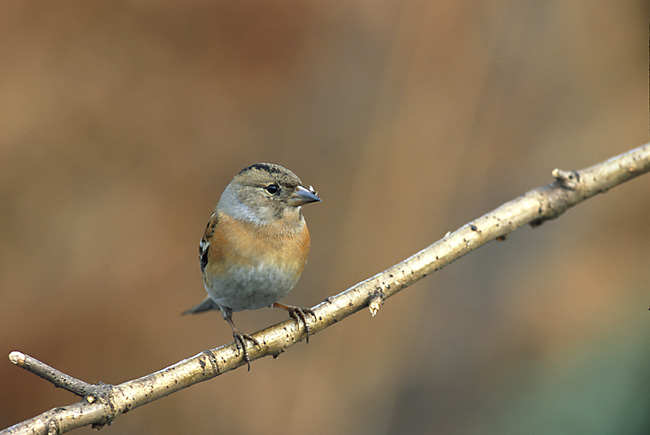
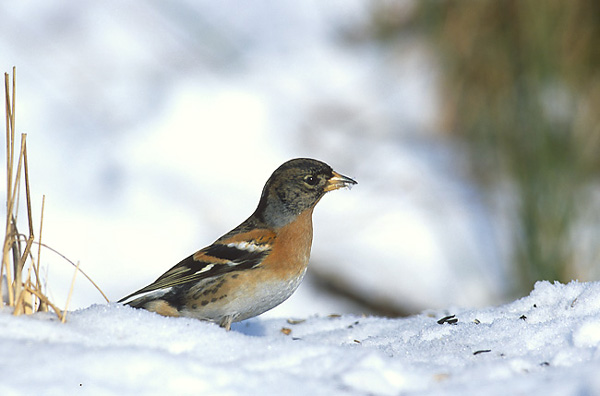

## Các loài
Chi này có các loài sau:
- Fringilla coelebs
- Fringilla teydea
- Fringilla montifringilla